# Вулиця Хімічна (Львів)
Ву́лиця Хімі́чна — вулиця в Шевченківському районі міста Львова, на межі місцевостей Підзамче та Клепарів. Прямує з північного сходу на південний захід від вулиці Замарстинівської до Джерельної, утворюючи перехрестя з проспектом Чорновола. Прилучаються вулиці Лемківська, Ставова.
Хімічна належить до транзитних вулиць північної частини Львова: нею можна, не заїжджаючи в центр міста, швидко дістатися з району Підзамча (вулицями Донецькою, Дашкевича і потім Джерельною або Єрошенка) до Краківського ринку і вулиць Городоцької та Шевченка.

## Історія та назва
Вулиця виникла наприкінці XIX століття вздовж русла каналу Нова Полтва (інші назви — Корито, Млинський потік), який проходив вздовж нинішніх вулиць Хімічної та Романа Дашкевича. Цей канал становив межу міста Львова. За ним починалися землі Замарстинова. Найстаріша частина вулиці Хімічної (від Замарстинівської до Лемківської) спершу називалася вулиця Короля Яна III, на честь польського короля Яна III Собеського та була продовженням теперішньої вулиці Дашкевича. Подальша частина вулиці називалась Граничною, оскільки була до 1931 року північною межею Львова, a згодом Кресовою. У 1934 році обидві частини об'єднали під спільною назвою — Кресова. Під час німецької окупації 1941–1944 років вулиця мала назву Дункельґассе. У 1946 році її перейменували на вулицю Марті, на честь французького комуністичного діяча Андре Марті. Від 1953 року — вулиця Хімічна, бо на ній розташований був львівський лакофарбовий завод.

## Забудова
Вулиця Хімічна забудована сецесійними кам'яницями, спорудженими на початку XX століття, є також кілька п'ятиповерхівок радянського зразка. Крім того, частину вулиці займає промислова забудова, зокрема, комплекс будівель колишнього львівського лакофарбового заводу.
№ 1 — наріжна триповерхова кам'яниця (інша адреса — вулиця Замарстинівська, 49), споруджена на початку XX століття у стилі пізньої сецесії. На першому поверсі будинку (вхід від вулиці Хімічної) розташоване кафе «Кухня» (колись — ресторан «Стожари»).
№ 2, 2а, 4 — комплекс будівель колишнього львівського лакофарбового заводу, що складався з кількох виробничих корпусів, найстарші з яких були споруджені у XIX столітті. У 1902 році тут була пекарня-млин Натана Маєра, яку згодом придбав Генрик Блюменфельд й переобладнав у 1904 році на лакофарбове підприємство. Сюди з власної фабрики консервів і концентратів, що було на вул. Жовківській (тепер вулиця Богдана Хмельницького) перевів хімічне відділення, що стало основою лакофарбового заводу — одного з перших хімічних підприємств Львова. У 1912 році на фабриці сталася пожежа. Фабрику відбудовано та розширено у 1920—1930-х роках. Після смерті Генрика Блюменфельда власником фабрики став його син Емануїл. 1939 року родина Блюменфельдів емігрувала до Швейцарії. З приходом радянської влади підприємство націоналізували й назвали «Завод хімічних виробів № 1». Після другої світової війни — Львівський лакофарбовий завод. У 1948 році його значно розширили, приєднавши до території будинок під № 4, який у 1950-х роках на його місці збудували двоповерховий корпус підприємства. Наприкінці XX століття завод — ВАТ «Львівлакофарб» став занепадати, 2002 року підприємство оголошено банкрутом. Нині на його території функціонують кілька приватних підприємств. В будинку під № 4 16 вересня 2019 року відкрився зал школи сучасного танцю «Біла Пантера», а також міститься діагностичний центр «Медіс» та низка приватних фірм. 
Інші корпуси підприємства розібрано та на їх місці від 2018 року будується низка житлових комплексів. У грудні 2021 року під аварійними будинками на вул. Хімічній, 2 та сусіднього на вул. Замарстинівській, 51 виявили підмурівки середньовічного млина часів князя Лева Даниловича. Припускають, що це рештки млину «Сільський кут» XIII століття дарований Королем Русі Левом за заслуги першому війту міста Бертольду Штехеру. Назва млину походить від місця його розташування, а саме на куті тодішнього села Замарстинів, при північній межі Львова (до 1931 року — вул. Гранична). Під різними назвами млин існував на нинішній вулиці Хімічній до початку XX століття. 
№ 3 — триповерхова кам'яниця, збудована у 1910-х роках у стилі пізньої сецесії. 
№ 5 — триповерхова кам'яниця, збудована у 1910-х роках у стилі пізньої сецесії. В приміщеннях першого поверху містяться аптечна крамниця мережі аптек «Подорожник» та міні-відділення міжнародного поштово-логістичного оператора «Міст Експрес».
№ 7 — чотириповерхова будівля львівської середньої загальноосвітньої школи № 22 імені Василя Стефаника, споруджена 1958 році. Школа заснована у 1944 році як неповна середня й до того часу, упродовж 1946—1958 років, цей навчальний заклад ділив приміщення колишньої міської народної школи імені Святого Мартина на вулиці Савіної бічній, 18 (нинішня вулиця Скидана) з середньою школою № 22.
№ 7а — триповерхова наріжна будівля споруджена у 1970-х роках в стилі радянського конструктивізму. Тут розташоване дитяче поліклінічне відділення № 1 1-ї міської клінічної лікарні імені Князя Лева.
№ 9а — чотириповерхова орендна будівля 1910 року, нині — житловий будинок.
№ 18 — триповерховий житловий будинок, споруджений у 1910-х роках у стилі пізньої сецесії.
№ 20 — триповерхова виробнича будівля 1920-х років, на тепер першому поверсі містяться магазин «Все для дому» та продуктова крамниця.
№ 22 — житловий п'ятиповерховий будинок, приміщення першого поверху займають аптечний пункт мережі аптек «Знахар» та стоматологія Тараса Черкаса.
№ 49а — гуртожиток Львівського державного коледжу харчової та переробної промисловості НУХТ.